# Schakirow-Nunatak
Der Schakirow-Nunatak (russisch Нунатак Шакирова Nunatak Schakirowa) ist ein Nunatak im ostantarktischen Coatsland. Er ragt unmittelbar westlich des Quest-Nunatak in den Whichaway-Nunatakkern auf.
Russische Wissenschaftler benannten ihn. der Namensgeber ist nicht überliefert.